# Phare de Quiriquina
Le phare de Quiriquina (en espagnol : Faro Isla Quiriquina) est un phare actif situé sur l'île Quiriquina, à l'entrée de la baie de Concepción (Province de Concepción), dans la région du Biobío au Chili.
Il est géré par le Service hydrographique et océanographique de la marine chilienne dépendant de la Marine chilienne. 

## Histoire
l'île Quiriquina est située à 11 km au nord du port militaire de Talcahuano. La station de signalisation maritime avait été établie en 1869. L'île abrite une base et une école de la marine chilienne.
Le phare actuel datant de 1905, situé à l'extrémité nord de l'île, a remplacé l'ancienne tour détruite lors du tremblement de terre de 1897. Il aurait été déplacé plusieurs fois.
Les visites de l'île sont autorisées et le phare est accessible à pied.

## Description
Le phare actuel  est une petite tour cylindrique en fonte, avec une galerie et une lanterne de 7 m de haut. La tour est peinte de bandes rouges et blanches  et le dôme de la lanterne est rouge. Il émet, à une hauteur focale de 90 m, un éclat blanc par période de 10 secondes. Sa portée est de 21 milles nautiques (environ 39 km).
Il possède un signal de brouillard émettant 2 blasts par période de 30 secondes.
Identifiant : ARLHS : CHI-025 - Amirauté : G1798 - NGA : 111-1348 .
|                              |
| Localisation: Île Quiriquina |

### Lien connexe
- Liste des phares du Chili